# Cecil Taylor
Pour les articles homonymes, voir Taylor.
Cecil Percival Taylor, né le 25 mars 1929, à New York et mort le 5 avril 2018 dans la même ville, est un pianiste, improvisateur, compositeur et poète américain. Il est connu pour être un des créateurs visionnaires du free jazz avec Ornette Coleman, considéré comme un maitre de l'abstraction.

## Biographie
Il naît à New York le 25 mars 1929. Il apprend le piano dès 6 ans. Son père est domestique d'un sénateur blanc, sa mère, est pianiste, danseuse et passionnée de théâtre. Elle meurt lorsqu'il a 12 ans. Il étudie au New York College of Music et au New England Conservatory pendant trois ans, où il travaille l’orchestration et l’harmonie. Après avoir joué dans des petits groupes de R&B et de swing dans les années 1950, il forme en 1956 son propre groupe avec le saxophoniste soprano Steve Lacy.
Durant les décennies 1950-1960, il peine à trouver du travail, malgré  des œuvres marquantes comme Unit Structures et Nefertiti the Beautiful One Has Come et un album en duo avec John Coltrane Coltrane Time/Hard Drivin' Jazz.
Taylor joue et enregistre principalement avec le saxophoniste alto Jimmy Lyons, de 1961 jusqu'à la mort de Lyons en 1986, ainsi qu'avec les batteurs Sunny Murray et Andrew Cyrille.
Avec ce groupe, connu sous le nom de « The Unit », il développe de nouvelles formes d'interactions et de dialogues musicaux. À partir du début des années 1970, Taylor est loué par la critique. Il joue pour Jimmy Carter sur la pelouse de la Maison-Blanche et donne des cours comme artiste-résident dans des universités. Il est récompensé par un Guggenheim Fellowship en 1973 et recevra un MacArthur Genius Award en 1991.
Après la mort de Lyons, en solo, il sort Silent Tongues, Indent, For Olim, Garden, Erzulie Maketh Scent, The Tree of Life et In Willisau ; avec le Feel Trio formé au début des années 1990 avec le contrebassiste William Parker et le batteur Tony Oxley, il sort Celebrated Blazons, Looking (The Feel Trio) et le coffret 2 T's for a Lovely T.
Il enregistre beaucoup pour le label allemand FMP lors de son séjour prolongé à Berlin. Il a joué en duo ou en trio avec des musiciens de free jazz européens dont Oxley, Derek Bailey, Evan Parker, Han Bennink, Tristan Honsinger, Louis Moholo, Paul Lovens.
La plupart de ses disques récents sont sortis sur des labels européens à l'exception de Momentum Space avec Dewey Redman et Elvin Jones.
En 1998, il sort Library of Congress performance Algonquin en duo avec le violoniste Mat Maneri. Il a sorti peu d'albums dans les années 2000 mais continue à donner des concerts, souvent sur son instrument préféré, le piano Bösendorfer.

### Taylor et la danse
Cecil Taylor s'est également intéressé au ballet et à la danse. Il a affirmé : « J'essaie d'imiter au piano les sauts dans l'espace que font les danseurs ».
Il a collaboré avec la danseuse Dianne McIntyre (en) en 1977 et 1979. En 1979, il a également composé la musique pour le ballet de 12 minutes Tetra Stomp: Eatin' Rain in Space avec Mikhaïl Barychnikov et Heather Watts (en).

### Taylor et la poésie
Taylor  est également un poète, influencé par Robert Duncan, Charles Olson et Amiri Baraka. Il intègre parfois ses poèmes dans ses concerts.
En 1987, il a sorti Chinampas sur lequel il récite ses poèmes non accompagné.

## Discographie
- Jazz Advance, 1956

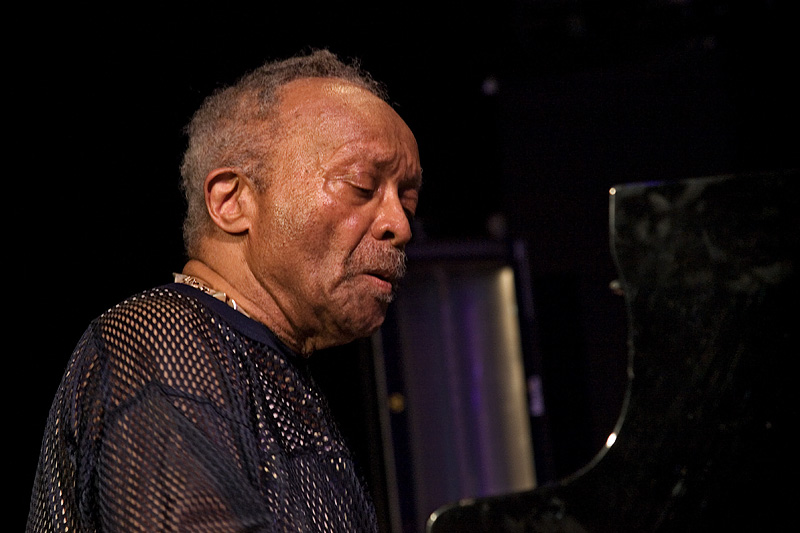
Cecil Taylor en 2008.

- The Cecil Taylor Quartet at Newport, 1958
- Looking Ahead!, 1958
- Coltrane Time (identical with Hard Driving Jazz), 1958
- Love for Sale, 1959
- The World of Cecil Taylor, 1960
- Air, 1961
- Jumpin' Punkins, 1961
- New York City R&B (with Buell Neidlinger), 1961
- Cell Walk for Celeste, 1961
- Mixed, 1961
- Nefertiti the Beautiful One Has Come, 1962
- Unit Structures, 1966
- Conquistador!, 1966
- Great Paris Concert, vol 1 & 2 (identical with Student Studies), 1966
- Praxis, 1968
- The Jazz Composer's Orchestra (with Michael Mantler and others), 1968
- The Great Concert (identical with Nuits de la Fondation Maeght), 1969
- Indent, 1973
- Akisakila, 1973
- Solo, 1973
- Spring of Two Blue J's, 1973
- Silent Tongues, 1974
- Dark to Themselves, 1976
- Air Above Mountains (Buildings Within), 1976
- Nachricht vom Lande, 1976
- Cecil Taylor & Mary Lou Williams : Embraced, 1977
- Cecil Taylor Unit, 1978
- 3 Phasis, 1978
- Live in the Black Forest, 1978
- One Two Many Salty Swift and Not Goodbye, 1978
- Tony Williams: Joy of Flying, 1978
- Cecil Taylor and Max Roach: Historic Concerts, 1979
- Fly! Fly! Fly!, 1980
- Is it the Brewing Luminous, 1980
- Calling it the 8th, 1981
- Garden, 1981
- Winged Serpent, 1984
- Cecil Taylor Segments II/ Orchestra of two Continents, 1984
- For Olim, 1986
- Olu Iwa, 1986
- Iwnontonwusi - Live at Sweet Basil, 1986
- Live in Bologna, 1987
- Live in Vienna, 1987
- Chinampas, 1987
- Tzotzil Mummers Tzotzil, 1987
- Erzulie Maketh Scent[7], 1988
- Pleistozaen mit Wasser[8], 1988
- Riobec - Cecil Taylor & Günter Sommer, 1988
- Leaf Palm Hand[9], 1988
- Spots, Circles, and Fantasy[10], 1988
- Regalia[11] - Cecil Taylor & Paul Lovens, 1988
- Remembrance[12], 1988
- The Hearth[13], 1988
- Riobec[14], 1988
- Legba Crossing[15], 1988
- Alms / Tiergarten (Spree)[16], 1988
- In East Berlin[17], 1988
- The complete in Berlin[18], 1988 chez Free Music Production[19]
- In Florescence, 1989
- Looking (Berlin Version) solo[20], 1989
- Looking (Berlin Version) Corona[21], 1989
- Looking (The Feel Trio)[22], 1989
- Celebrated Blazons[23], 1990
- Doubly Holy House[24], 1990
- Melancholy[25], 1990
- Nailed[26], 1990
- The Tree of Life[27], 1991
- Always a Pleasure[28], 1993
- The Light of Corona[29], 1996
- Corona[30]
- Almeda[31],[32], 1996
- Qu'a: Live at the Iridium, vol. 1 & 2, 1998
- Algonquin, 1998
- Lifting the bandstand[33], concert à Tampere Jazz Happening 1998
- Incarnation[34], 1999
- The Willisau Concert[35], 2000
- Ailanthus / Altissima, 2008